# Кулига (Ленинградская область)
Кулига — деревня в Горском сельском поселении Тихвинского района Ленинградской области.

## История
Деревня Кулига упоминается на «Специальной карте западной части России» Ф. Ф. Шуберта 1844 года.

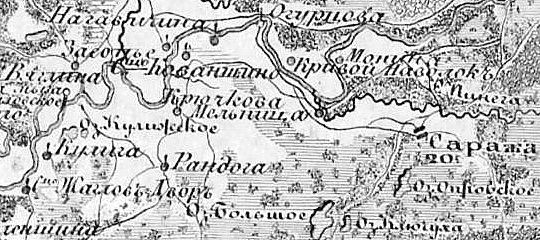
Деревня Кулига на семитопографической карте Новгородской губернии 1847 года

КУЛИГА  — деревня Крючковского общества, Пашекожельского прихода.

Крестьянских дворов — 23. Строений — 38, в том числе жилых — 31. 

Число жителей по семейным спискам 1879 г.: 49 м. п., 49 ж. п.; по приходским сведениям 1879 г.: 61 м. п., 48 ж. п.

В конце XIX века деревня относилась к Новинской волости 2-го стана, в начале XX века — к Новинской волости 1-го земского участка 1-го стана Тихвинского уезда Новгородской губернии.

КУЛИГА — деревня Крючковского общества, дворов — 26, жилых домов — 34, число жителей: 87 м. п., 83 ж. п. 

Занятия жителей — земледелие, лесные заработки. Озеро Кулигское. Часовня, кожевенный завод. (1910 год)

С 1917 по 1918 год деревня Кулига входила в состав Новинской волости Тихвинского уезда Новгородской губернии. 
С 1918 года в составе Череповецкой губернии.
С 1924 года в составе Прогальской волости.
С 1927 года в составе Новинского сельсовета Тихвинского района.
В 1928 году население деревни Кулига составляло 194 человека.
Согласно карте Ленинградской области Северо-западного аэрогеодезического треста ГГУ издания 1932 года деревня насчитывала 22 крестьянских двора.
По данным 1933 года деревня Кулига входила в состав Новинского сельсовета.
В 1958 году население деревни Кулига составляло 52 человека.
С 1963 года в составе Горского сельсовета.
По данным 1966, 1973 и 1990 годов деревня Кулига также входила в состав Горского сельсовета.
В 1997 году в деревне Кулига Горской волости проживали 3 человека, в 2002 году — 13 человек (все русские).
В 2007 году в деревне Кулига Горского СП проживали 9 человек, в 2010 году — 13ef>.

## География
Деревня расположена в центральной части района на автодороге 41К-899 (Горка — Крючково).
Расстояние до административного центра поселения — 3 км.
Расстояние до ближайшей железнодорожной станции Тихвин — 27 км.
Деревня находится близ левого берега реки Паша.

## Демография
| 1879 | 1910 | 1928 | 1958 | 1997 | 2002 | 2007 |
| ---- | ---- | ---- | ---- | ---- | ---- | ---- |
| 98   | ↗170 | ↗194 | ↘52  | ↘3   | ↗13  | ↘9   |
| 2010 | 2017 |      |      |      |      |      |
| ↗13  | ↘10  |      |      |      |      |      |

### Национальный состав
Согласно данным Всероссийской переписи населения 2021 года в деревне проживали 16 человек, все русские.

## Улицы
Дачная, Лесной переулок, Рандожская.